# هالی‌هد
latitudeهالی‌هدlongitudeهالی‌هد
هولیهد (به انگلیسی: Holyhead) یک شهرک در ولز است که در شهرستان انگلسی واقع شده‌است.

## خصوصیات
هولیهد ۱۱٬۴۳۱ نفر جمعیت دارد.